# Radowuj
Radowuj – staropolskie imię męskie, złożone z dwóch członów: Rado- ("radosny, zadowolony") i -wuj ("wuj"). Można to imię rozumieć jako "ten, który raduje wuja".